# Editorial Valenciana
Editorial Valenciana fou una editorial fundada el 1932 per Juan Bautista Puerto Belda i ubicada a València. En els seus inicis va publicar novel·la popular i fulletons. En acabar la guerra civil espanyola, es va especialitzar en l'edició de còmics. Sota la direcció de Juan Manuel Puerto Vañó, fill del fundador, i Josep Soriano Izquierdo com a director artístic, és quan l'editorial va tenir el seu més gran creixement. Va mantenir la seva activitat fins a l'any 1986.
Abans de la Guerra Civil Espanyola, hi ha constància d'una editorial amb aquest nom que es dedicava a l'edició de revistes teatrals valencianes, desapareixent com a tal en 1939. Refundada l'any 1940, aquesta editorial esdevindria molt famosa gràcies a les seues historietes.
Al costat de Bruguera va ser una de les editorials amb més èxit publicant historietes del seu període. Era la Propietària de les capçaleres Jaimito, Mariló i Pumby, a més de publicar les històries de personatges tant exitosos com Roberto Alcázar y Pedrín o El Guerrero del Antifaz.

## Autors representatius
Josep Sanchis Grau (València, 19 de juny del 1932 - 2 d'agost de 2011) fou un dibuixant valencià d'historietes, una de les grans figures de l'Escola Valenciana d'historieta i creador, entre altres personatges, del gat Pumby. Treballà per a la revista Jaimito, d'Editorial Valenciana, on creà sèries humorístiques com El soldadito Pepe, El Capitán Mostachete, Miguelín y El Trenecito, Don Esperpento o Marilín y la moda, per al setmanari Mariló, dirigit al públic femení.
Karpa, pseudonim de Rafael Miguel Catalá (Nules, 29 de setembre de 1926 - València, 12 de setembre de 2000), va ser un dibuixant de còmics infantils, un dels més importants de l'Escola Valenciana de còmic. És conegut sobretot pel personatge Jaimito, que es va publicar en la revista del mateix nom, Jaimito.
Roja$ de la Cámara, pseudonim d'Artur Rojas de la Cámara (Paterna, L'Horta Oest - 1930) és un autor de còmics conegut també pel pseudònim de Rojas
George H. White, pseudònim de Pascual Enguídanos (Llíria, 1923-2006), autor de ciència-ficció.
- Palop
- Nin
- Josep Soriano Izquierdo
- Eduardo Vañó
- Juan Bautista Puerto
- Manuel Gago García
- Enrique Pertegás
- Miguel Quesada